# Port Royal (gioco)
Port Royal è un gioco di carte ideato da Alexander Pfister edito dalla Pegasus Spiele. Scopo del gioco è guadagnare punti vittoria attraverso l'ingaggio di coloni, marinai e pirati vendendo navi.